# Cautethia hipparsus
Cautethia hipparsus är en fjärilsart som beskrevs av Augustus Radcliffe Grote och Robinson 1869. Cautethia hipparsus ingår i släktet Cautethia och familjen svärmare. Inga underarter finns listade i Catalogue of Life.